# Heinz Wosipiwo
Heinz Wosipiwo född 25 januari 1951 i Sohl i Bad Elster i Sachsen är en tysk tidigare backhoppare som tävlade för Östtyskland och en nuvarande backhoppstränare. Han representerade SC Dynamo Klingenthal.

## Karriär
Heinz Wosipiwo tränades av backhoppstränaren Harry Glass och debuterade internationellt i tysk-österrikiska backhopparveckan säsongen 1971/1972. Han blev nummer 6 i den jämna öppningstävlingen i Oberstdorf 29 december 1971. I andra tävlingen, nyårstävlingen i Olympiabacken i Garmisch-Partenkirchen. Sammanlagd blev han nummer 4 i backhopparvecakn 1971/1972, 22,3 poäng efter sammanlagtsegraren Ingolf Mork från Norge, 4,8 efter landsmannen Henry Glass och endast 3,5 poäng från prispallen. (Yukio Kasaya från Japan vann de tre första deltävlingarna i backhopparveckan, men valde att åka hem och träna inför det kommande OS på hemmaplan i Sapporo.) Säsongen 1972/1973 i backhopparveckan var inte så lyckad för Wosipiwo med 11:e plats i öppningstävlingen i Oberstdorf som bästa resultat. Säsongen 1973/1974 blev Wosipiwo nummer 8 sammanlagt i backhopparveckan med en andraplats i deltävlingen i Oberstdorf.
Wosipiwo deltog i det första VM i skidflygning som arrangerades, i Planica 1972. I Letalnica bratov Gorišek vann Heinz Wosipiwo silvermedaljen 32,5 poäng efter suveräna Walter Steiner från Schweiz och 16,0 poäng före Jiří Raška från dåvarande Tjeckoslovakien.
Under olympiska spelen i Sapporo 1972 tävlade Wosipiwo i stora backen i Ōkurayama. Tävlingen stördes av stark och oberäknelig vind. Tävlingen vanns av Wojciech Fortuna från Polen. Wosipiwo slutade på en delad 39:e plats.
I Skid-VM 1974 i Falun i Sverige vann Heinz Wosipiwo en silvermedalj i stora backen. Han var 17,1 poäng efter dubbla världsmästaren och landsmannen Hans-Georg Aschenbach.
Heinz Wosipiwo avslutade sin aktiva backhoppningskarriär 1975.

## Senare karriär
Efter avslutad backhoppningskarriär har Wosipiwo varit verksam som backhoppningstränare i VSC Klingenthal och bland annat tränat Holger Freitag och Ulrike Grässler.